# Hans Carl
Hans Carl (* 31. Dezember 1899; † nach 1957) war ein deutscher Fußballspieler und Fußballtrainer. Mit Turbine Erfurt wurde er als Trainer 1954 und 1955 DDR-Meister.

## Trainerlaufbahn
Nachdem Hans Carl vor dem Zweiten Weltkrieg als Torwart und Mittelstürmer in Erfurt Fußball gespielt hatte, wurde er nach Kriegsende Fußballtrainer. 1949 erreichte er mit Fortuna Erfurt die Thüringer Meisterschaft und führte danach die Mannschaft bis in das Endspiel um die  Ostzonenmeisterschaft 1949. Erst dort unterlagen die Erfurter der ZSG Union Halle mit 1:4. 
Hans Carl trainierte die Erfurter auch 1949/50 in der ersten Saison der neu eingeführten ostdeutschen Fußball-Zonenliga (später DS-Oberliga, DDR-Oberliga). Zu Saisonbeginn war die bisherige SG Fortuna in die Betriebssportgemeinschaft (BSG) KWU Erfurt umgewandelt worden und erreichte zum Saisonende Platz vier. Nachdem Carl Erfurt verlassen hatte, wurde er im Laufe der Spielzeit 1950/51 Trainer des Zweitligisten BSG Mechanik Jena, der zuvor schon zwei Trainer entlassen hatte. Auch Hans Carl konnte sich nicht lange in Jena halten und kehrte im April 1951 nach Erfurt zurück, wo sich die BSG KWU inzwischen in BSG Turbine umbenannt hatte. Zusammen mit Gerhard Fischer brachte er die BSG Turbine auf den zweiten Platz der DS-Oberliga, punktgleich mit der BSG Chemie Leipzig. Im Entscheidungsspiel um die Meisterschaft verlor Erfurt mit 0:2. 
In den Spielzeiten von 1951/52 bis 1954/55 war Hans Carl alleinverantwortlicher Trainer bei Turbine Erfurt. Binnen drei Jahren entwickelte er die Mannschaft vom achten Platz 1951/52 bis zur zweifachen Meisterschaft in den Jahren 1954 und 1955. Er war der erste Trainer, der im DDR-Fußball die 5-Tage-Trainingswoche einführte, und unter seiner Leitung entwickelte er Helmut Nordhaus und Jochen Müller zu Nationalspielern. Zum Ende der Saison 1954/55 kündigte Hans Carl bei Turbine Erfurt und ging danach in die Bundesrepublik. 
Seine letzte Trainerstation im höherklassigen Fußball war der KSV Hessen Kassel, den er in den Spielzeiten 1956/57 und 1957/58 in der zweitklassigen II. Division trainierte.